# تيار همبولت

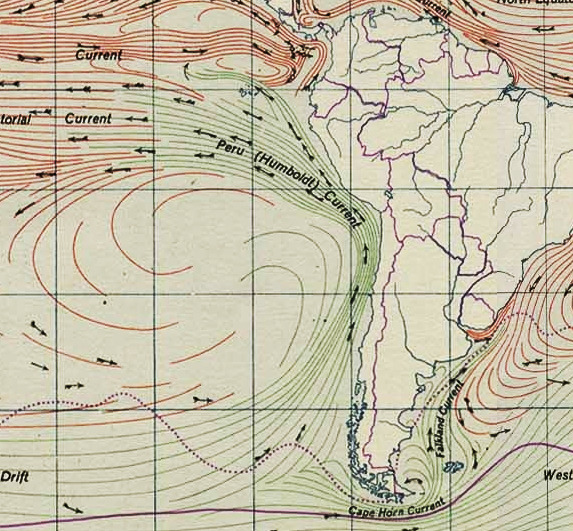

تيار همبولت أو تيار بيرو هو تيار مائي محيطي بارد، جنوبي, يسسير بمحاذاة الساحل الغربي لأمريكا الجنوبية، وهو جزء من تيار الانجراف الغربي’ الذي يتدفق في نطاق هبوب الرياح الغربية في نصف الكرة الجنوبي.
يستمر تيار همبولديت بمحاذاة ساحل الشيلي الغربي والبيرو حتى جنوبي خط الاستواء بحوالي 8 درجات عرضية حيث ينضم إلى التيار الاستوائي الجنوبي.